# Hollyrock-a-Bye Baby
A Hollyrock-a-Bye Baby 1993-ban bemutatott amerikai televíziós rajzfilm, amelyet Joseph Barbera és William Hanna rendezett. Az animációs játékfilm producerei Takamoto Ivao. A forgatókönyvet Rich Fogel és Mark Seidenberg írta, a zenéjét John Debney szerezte. A tévéfilm a Hanna-Barbera gyártásában készült. Műfaja filmvígjáték.
Amerikában 1993. december 5-én a ABC csatornán mutatták be a televízióban. Magyarországon nem került bemutatásra.

## Szereplők
| Szereplő                 | Hang            |
| ------------------------ | --------------- |
| Kovakövi Frédi           | Henry Corden    |
| Kavicsi Béni             | Frank Welker    |
| Dinó                     | Frank Welker    |
| J. Rocko                 | Frank Welker    |
| Zsaru                    | Frank Welker    |
| Rocky                    | Charles Adler   |
| Kovakövi Vilma           | Jean Vander Pyl |
| Kavicsi Irma             | B.J. Ward       |
| Kövület úr               | Michael Bell    |
| Kavicsiné Kovakövi Enikő | Kath Soucie     |
| Kavicsi Benő             | Jerry Houser    |
| Nagy Rock                | Brad Garrett    |
| Slick                    | Mark Hamill     |
| Mary Hartstone           | Mary Hart       |
| Madár                    | Howard Morris   |
| Velma                    | Janet Waldo     |
| kis Enikőci              | Russi Taylor    |
| kis Benőci               | Don Messick     |
| Lot Security őr          | Don Messick     |
| Buszsofőr                | Don Messick     |
| Kőkobaki úr              | John Stephenson |
| Zsaru                    | John Stephenson |
| John Teshadactyl         | John Tesh       |
| Shelly Millstone         | Raquel Welch    |

## Betétdalok
- Meet the Flintstones
- Hollyrock-a-Bye Baby